# Castillo de Setenil de las Bodegas
El castillo de Setenil de las Bodegas es una fortificación situada en el casco urbano de la localidad gaditana de Setenil de las Bodegas, España. Fue declarado Bien de Interés Cultural (BIC) en 1985 con la tipología de monumento.

## Descripción
La defensa de Setenil se confía a su topografía, por ello se deduce que siempre debieron ser de escasa entidad y de los que apenas quedan vestigios, salvo una torre cuadrada (10,7 x 11,5 metros) de argamasa y mampuesto con sillería a escuadra en las esquinas y tres plantas perceptibles. 
La primera cámara cubierta por bóveda de cañón, actualmente con salida exterior por un pasaje, aunque quizás el antiguo fuese cenital. La segunda planta tiene acceso junto al aljibe, es de planta cuadrada y cubierta con bóveda vaída, sobre cuatro trompas de plementería de un pie de ladrillo a soga y tizón, cada uno con su arco de descarga en medio punto. Se ilumina por medio de una saetera con derrame interno frente a la puerta de acceso, presentando una solería moderna sobreelevada. 
En el costado derecho de la entrada nace la escalera de acceso a la tercera planta muy destruida, de disposición semejante, con la variedad de más huecos. La clave y la bóveda están desaparecidas en su mayoría y sus muros muy destruidos, presentando tres atanores para captación del agua pluvial, y su posterior conducción al aljibe. 
Este aljibe es subterráneo, parcialmente excavado en la roca y de planta cuadrada, cubierto por dos medios cañones escarzanos y paralelos, separados por tres pilares en línea, unidos entre sí por arcos de medio punto con rosca de ladrillo de uno y medio pie. Su altura debió ser de tres metros.

## Historia
En la parte más elevada del pueblo se levanta el castillo, fortaleza tomada a los árabes el 21 de septiembre de 1484 y de la que se conserva la torre del homenaje, único ejemplo vivo y de mayor prominencia del antiguo alcázar, junto con el aljibe que se encuentra a sus pies. 
Una intervención arqueológica efectuada en 2004, desveló en su subsuelo un rebaje en la roca completamente limpio que puede vincularse a ámbitos del bronce final e incluso de época romana. 
Los materiales se centraron en monedas de época moderna y contemporánea, Los dos únicos elementos diferenciales lo constituyeron un trozo de cerámica nazarí y un fragmento de columna romana en mármol blanco-gris. Se realizó además un sondeo para conocer el sistema de construcción de la cúpula. Aquí se obtuvo información de las cerchas, andamiaje, sistemas constructivos y técnicas para la elaboración de la cúpula. El resto de cultura material se centra en materiales modernos y en un conjunto de monedas del siglo XVII, XVIII y XIX.
La fortaleza al menos contaba con dos torres defensivas. Todo el recinto de la peña estaba cercado con una muralla de paños de mampostería ruda e irregular y con sillería regular en los puntos más conflictivos de su perímetro.